# Tumor odontogênico adenomatoide
O tumor odontogênico adenomatoide (TOA) é uma neoplasia odontogênica benigna, de origem epitelial (derivado da lâmina dentária e seus restos epiteliais). Sua característica mais marcante é a organização do epitélio em estruturas semelhantes a ductos, o que dá seu nome. É um dos tumores odontogênicos mais comuns.

## Sinais e sintomas
O TOA tende a ser assintomático, apresentando-se como um crescimento lento e indolor. Sinais e sintomas podem incluir:
- Expansão da cortical óssea (normalmente apenas por vestibular);
- Deslocamento e mobilidade dentária;
- Dor;
- Parestesia.

O TOA é frequentemente associado a dentes impactados: estima-se que 2/3 dos casos afetem um dente incluso, sendo mais prevalente em caninos.
A depender da localização, o TOA pode ser classificado como central (intraósseo) ou periférico (extraósseo). O tipo central pode ainda ser subdividido em folicular ou extra-folicular.

## Aspectos radiográficos e histológicos
Radiograficamente, o TOA se apresenta como uma lesão radiolúcida unilocular bem delimitada, podendo apresentar focos radiopacos (aspecto de céu estrelado). Em casos raros, pode haver reabsorção das raízes. Está associado a dentes impactados, principalmente permanentes. Seu aspecto pode se assemelhar a um cisto dentígero radiograficamente, mas a cápsula tumoral se estende para além da junção amelocementária. O aspecto dos subtipos centrais pode variar:
- Tipo folicular: associado a um dente impactado;
- Tipo extra-folicular: ausência de associação a dente impactado.

Histologicamente, o tumor possui um aspecto bastante característico dado pelas estruturas ductais. O TOA é composto por ilhotas de epitélio fusiforme a cuboidal, com o epitélio cuboidal normalmente formando pseudo-ductos, e em áreas mais sólidas, pode haver formação trabecular ou cribiforme, com depósito de material eosinofílico. Calcificações distróficas podem variar ao longo do tumor, e se concentram no lúmen dos pseudo-ductos ou espalhadas nas ilhotas epiteliais. Ao redor do epitélio tumoral, há presença de um estroma conjuntivo maduro.
Em alguns casos, observa-se a presença de áreas histologicamente semelhantes ao tumor odontogênico epitelial calcificante.

## Causas
O TOA é definido como uma neoplasia de origem epitelial, mas recentemente questiona-se tal decisão. Sabe-se que há no parênquima tumoral células que expressam proteínas mesenquimais e secretando colágeno tipo I e III, o que pode caracterizá-lo como uma neoplasia odontogênica mista. A OMS, na classificação de 2022 das lesões odontogênicas, mantém o TOA como um tumor epitelial, mas ressalta a necessidade de mais estudos para entendê-lo.
Mutações genéticas no gene KRAS e outros genes da cadeia MAPK são as mais frequentemente encontradas. Mutações de KRAS aparecem em até 70% dos casos.

## Epidemiologia
O TOA representa entre 2,2 a 7,1% de todos os tumores odontogênicos, sendo o quarto ou quinto mais comum. Afeta mais a maxila anterior do que qualquer outra região. É conhecido como o tumor dos 2/3 porque 2/3 afetam mulheres, 2/3 afetam a maxila, e 2/3 afetam pacientes na segunda década de vida.

## Diagnóstico
O diagnóstico requer exame anatomopatológico. Além de hematoxilina-eosina, colorações especiais como imuno-histoquímica podem auxiliar a diferenciá-lo de outras condições: o TOA costuma expressar nestina, citoqueratina e vimentina.
Diagnóstico diferencial inclui:
- Odontoma;
- Tumor odontogênico epitelial calcificante;
- Ameloblastoma;
- Cisto dentígero;

## Prognóstico e tratamento
O TOA possui bom prognóstico. O tratamento consiste na ressecção conservadora do tumor, e a taxa de recidiva observada (5,5%) tende a ser baixa.